# Skauns kommun
Skauns kommun (norska: Skaun kommune) är en kommun i Trøndelag fylke i mellersta Norge. Kommunens centralort är tätorten Børsa. Den gränsar mot Orkdals kommun i väster samt Melhus kommun i söder och öster. I norr har kommunen maritim gräns mot Trondheims kommun genom Gaulosen, en sidoarm av Trondheimsfjorden. 

## Administrativ historik
Den nuvarande kommunen skapades 1965, då de tidigare kommunerna Buvik, Børsa och Skaun slogs samman.

## Tätorter
I Skauns kommun finns fyra tätorter:
- Buvika/Ilhaugen
- Børsa (centralort)
- Eggkleiva
- Viggja

## Socknar
Inom Norska kyrkan är Skauns kommun indelad i tre socknar:
- Buviks socken
- Børsa socken
- Skauns socken

Socknarna ingår i Orkdals prosteri i Nidaros stift.

## Bilder

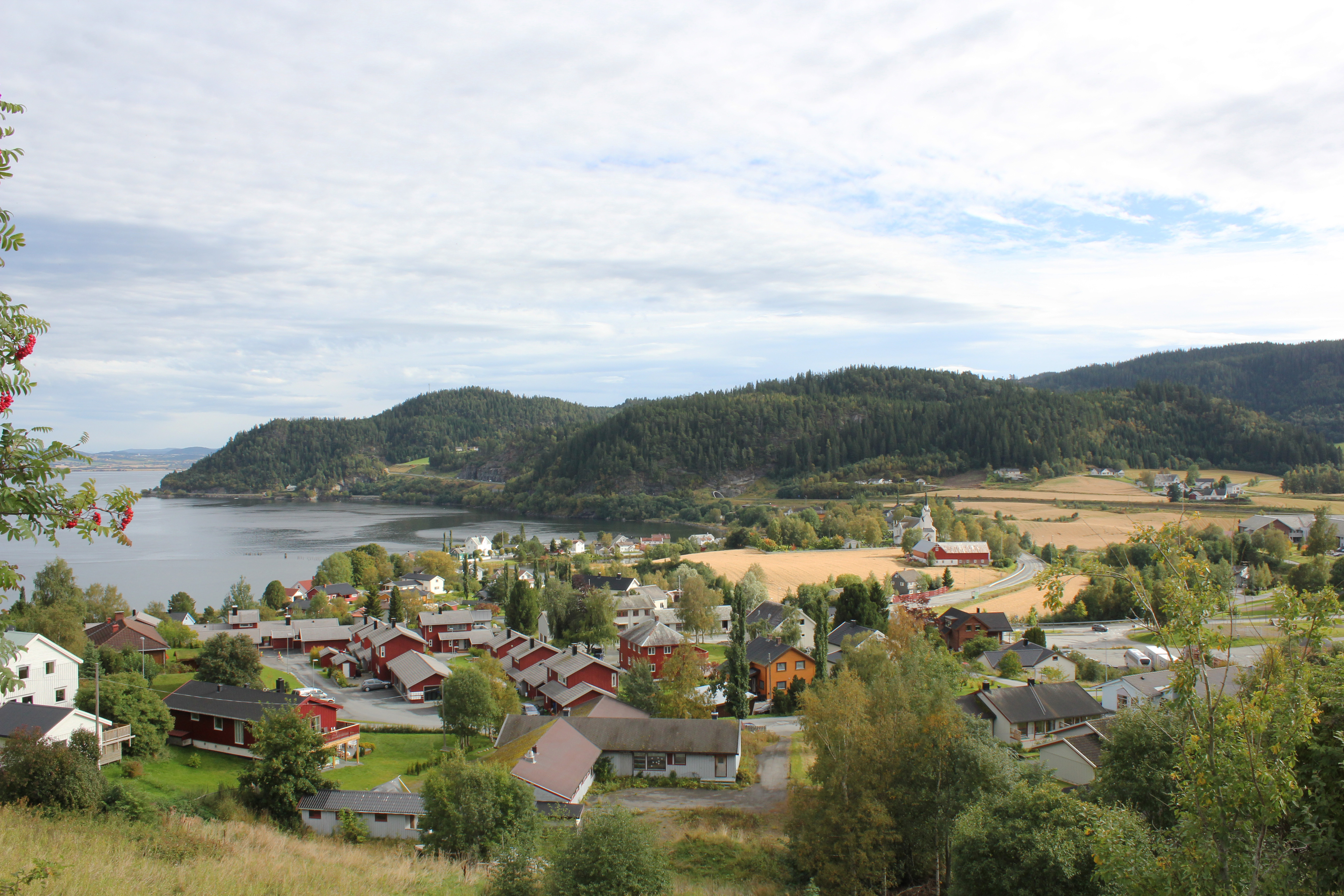
Børsa.
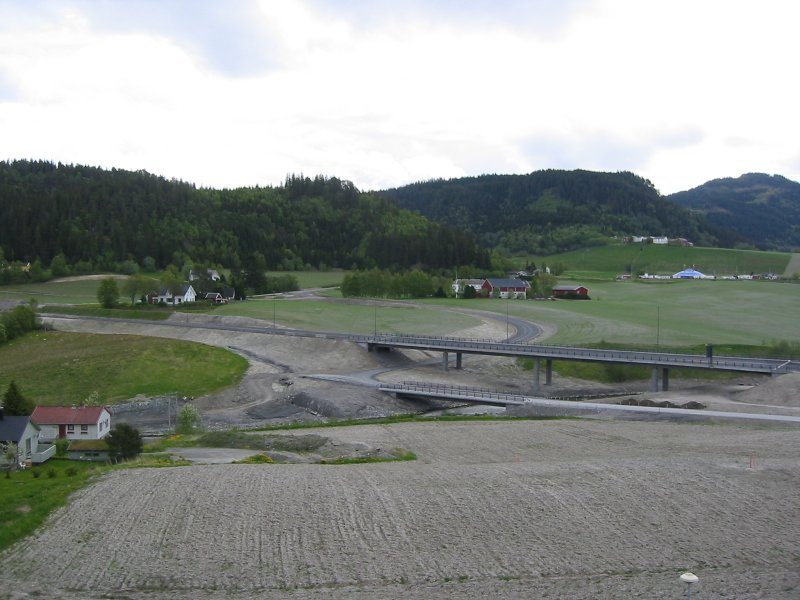
Rossvollbrua i Børsa.
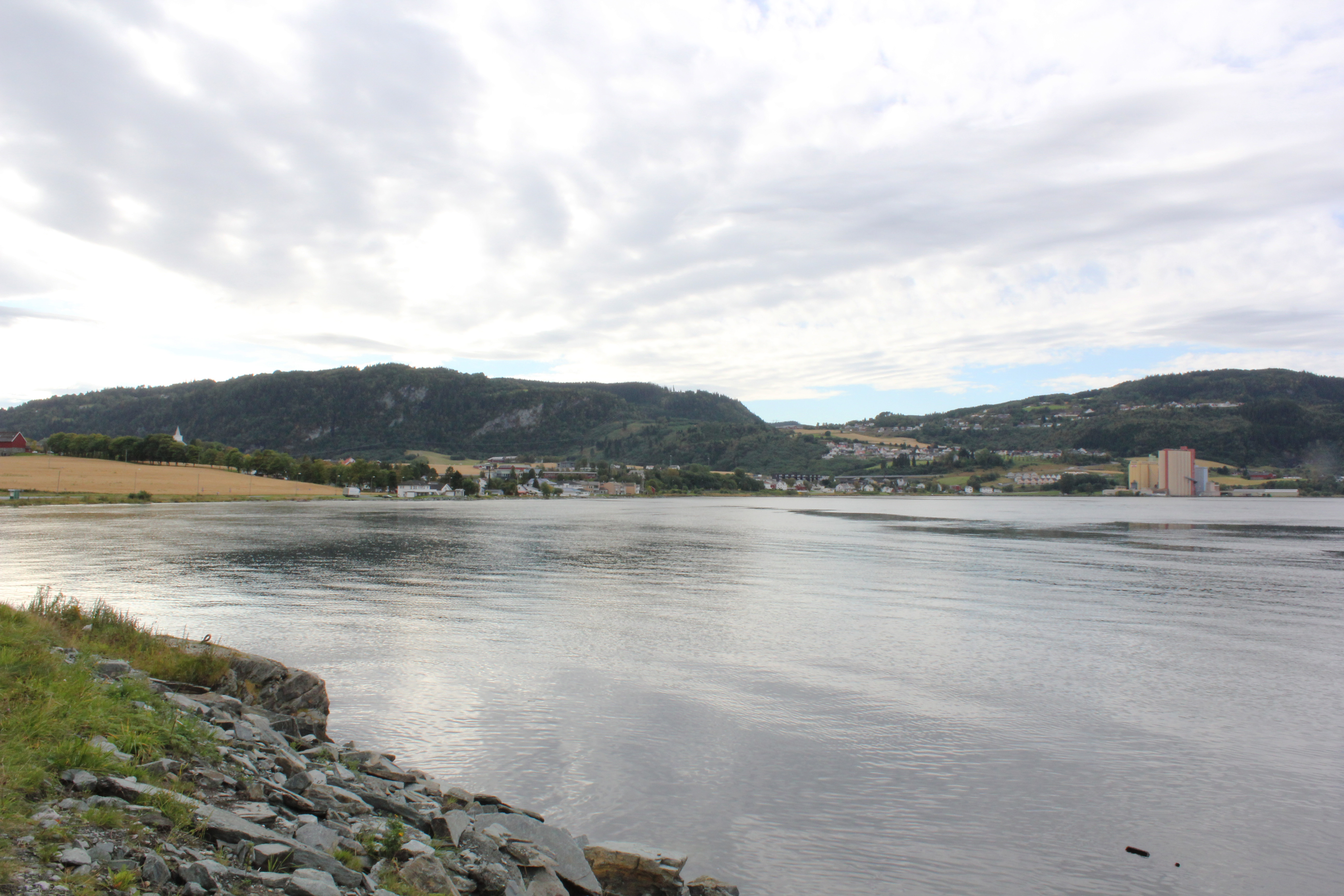
Buvika.